# Меня зовут Брюс
«Меня зовут Брюс» (англ. My Name Is Bruce) — комедийный фильм ужасов, снятый режиссёром Брюсом Кэмпбеллом.

## Сюжет
В маленьком американском городке пробуждается китайский демон Гуанди и начинаются страшные вещи. Жители решают позвать на помощь Брюса Кэмпбелла. По их мнению, никто не справится с тварями лучше парня из «Зловещих мертвецов».
Тем временем Брюс Кэмпбелл в Лос-Анджелесе снимается во второсортных фильмах и сериалах и живёт в вагончике. Когда к нему приходит посланник от горожан, он решает, что это предложение сняться в кино и с радостью отправляется с ним. В городке его принимают с почётом. Когда же Брюс сталкивается с демоном, все понимают, что он никогда не пользовался бензопилой и не разбирается в оружии.
В фильме присутствуют элементы иронии и сарказма, пародирующие фильмы ужасов, а также серию фильмов «Зловещие мертвецы».

## В ролях
| Актёр           | Роль                      |
| --------------- | ------------------------- |
| Брюс Кэмпбелл   | Брюс Кэмпбелл             |
| Тед Рэйми       | Виллс Тодднер, Вин, маляр |
| Эллен Сэндвейсс | бывшая жена Брюса Шерил   |
| Грэйс Торсен    | Келли Грэхэм              |
| Бен Л. Маккейн  | мэр                       |
| Дэн Хикс        | грязный фермер            |